# Санта Марија (Удине)
Санта Марија је насеље у Италији у округу Удине, региону Фурланија-Јулијска крајина.
Према процени из 2011. у насељу је живело 994 становника. Насеље се налази на надморској висини од 49 м.